# UFO: Extraterrestrials
UFO: Extraterrestrials è un videogioco strategico-gestionale a turni, fortemente ispirato a UFO: Enemy Unknown e alla serie X-COM in generale. Sviluppato da Chaos Concept ed edito negli USA da Matrix Games e su licenza da Paradox Interactive in Europa, è approdato in Italia tramite l'etichetta di distribuzione B.L.E. (Blue Label Entertainment). È stato distribuito nel 2007 per Microsoft Windows.

## Trama
In un futuro prossimo (2020), la razza umana comincerà lentamente ad esplorare lo spazio extra-solare e a colonizzare pianeti di altri sistemi stellari. In particolare, uno di questi mondi colonizzati, ribattezzato Esperanza, risulterà particolarmente adatto all'insediamento della nostra specie ed in breve tempo verrà popolato, si formerà un governo autonomo e il commercio fiorirà. Nel 2025, però, Esperanza perderà i contatti con il pianeta madre. All'inizio nessuno riuscirà a capire cosa possa essere successo sulla cara vecchia Terra, finché, diversi decenni più tardi, nel 2108, l'opulenta colonia spaziale non verrà attaccata da un nemico subdolo e tecnologicamente superiore: una genia extraterrestre. Gli alieni hanno conquistato il terzo pianeta del sistema solare (questo il reale motivo della mancanza di contatti con il vecchio mondo), e dopo aver razziato il razziabile e ridotto in schiavitù i terrestri, hanno ora messo gli occhi anche su Esperanza.
Immediatamente un consiglio d'emergenza è stato chiamato a decidere cosa fare. Il consiglio ha rapidamente stabilito che il destino che aveva colpito la Terra sarebbe potuto toccare anche a loro. Hanno giurato di essere pronti se gli alieni avessero deciso di invaderli, per difendersi venne creata la CAF (Counter Alien Force) che raggruppava i migliori scienziati e ingegneri del pianeta, supportati da corpo militare altamente specializzato.
Ed è sulle spalle di quella forza che la stessa sopravvivenza della razza umana ora riposa.

## Caratteristiche di gioco
Come comandante in capo della CAF, vostro sarà il compito di sovrintendere alla gestione tecnica ed economica delle basi del corpo militare. Partirete con una sola base da dover gestire, ma potrete costruirne fino ad un massimo di 9 sparse sulla superficie del pianeta Esperanza (teoricamente, una per ogni stato di Esperanza). Tuttavia solo nella prima base principale sarà possibile costruire gli alloggi, per cui sarà la sola a poter ospitare i soldati, gli scienziati e i tecnici.
Cliccando su una base nella schermata principale, si viene portati nella schermata della base. Da qui, il giocatore può acquistare armi e altri equipaggiamenti, reclutare soldati (gli scienziati e gli ingegneri saranno reclutati automaticamente dopo la costruzione del loro relativo laboratorio), costruire espansioni alla base, e organizzare la ricerca e la produzione.
I fondi per quanto sopra sono forniti dalle nazioni fondatrici della CAF. Alla fine di ogni mese, viene fornito un rapporto dei finanziamenti, dove le nazioni possono scegliere di aumentare o diminuire il loro livello di finanziamento basato sul progresso da loro percepito nella difesa dalla minaccia aliena.
Quando un velivolo viene mandato ad atterrare vicino ad UFO precipitato o atterrato il gioco passa ad una fase tattica in cui il giocatore comanda i suoi soldati contro le forze aliene in una sequenza di combattimento a turni in isometrico. Queste battaglie portano al recupero di artefatti alieni che possono essere studiati e possibilmente riprodotti nelle basi X-COM, e possono portare anche al recupero di alieni vivi che possono essere assegnati ad un progetto di ricerca per produrre informazioni, possibilmente portando a nuove tecnologie.

## Seguiti
UFO2Extraterrestrials: Battle for Mercury Sequel di UFO: Extraterrestrials attualmente in fase di lavorazione, la pubblicazione è prevista per il terzo trimetre del 2013.